# 小田富弥
小田 富弥（おだ とみや、1895年（明治28年）7月5日 - 1990年（平成2年）1月13日）は、大正時代から昭和時代の挿絵画家、日本画家、木版画家。

## 来歴
1895年、岡山県に生まれる。本名は大西一太郎。父は木版の版下を扱っており、母は油問屋の娘でハルといった。小田は母方の姓で、一太郎は生後間もなく、博多に移り、そこで育ったが、1898年、3歳の時に一家揃って大阪の博労町に転居している。1910年、15歳のころ、書家であった玉木愛石に書を学び、図案家の川崎巨泉のもとで修行した後、1912年、17歳で北野恒富に入門、白耀社において日本画の修業に励んだ。
1920年、野口政榮と結婚、後に5男7女を授かっている。1924年6月10日から11月17日、『東京毎日新聞』夕刊に掲載された島川七石の「闇黒の女」の挿絵（全160回）を描いた。これが初作とされる。同年の夏、急病になった岩田専太郎の代役として直木三十五の紹介により、プラトン社発行の雑誌『苦楽』に挿絵を描いている。このことが富弥の今後を大きく左右する転機となった。1925年1月から翌1926年10月まで『苦楽』において国枝史郎の「神州纐纈城」の挿絵を描く。また、1925年10月から翌1926年4月、『週刊朝日』に三上於菟吉の「敵討日月草紙」の挿絵（全27回）を描いた。1926年3月22日から9月20日、『満州日日新聞』に大橋青波の「天魔の舞」の挿絵（全183回）を、8月14日から翌1927年6月10日、『大阪毎日新聞』夕刊に大佛次郎の「照る日くもる日」の挿絵（全250回）を描いている。1927年1月から7月、『週刊朝日』に三上於菟吉の「妖日山海伝」の挿絵（全28回）を描き、2月から6月、『東京朝日新聞』及び『大阪朝日新聞』夕刊に木村毅の「島原美少年録」の挿絵（全101回）を描いたほか、10月1日から翌1928年5月31日まで『大阪毎日新聞』夕刊に林不忘の「新版大岡政談」の挿絵（全197回）を描いた。本作品の登場人物中、右手を失い、黒襟をかけた白紋付の着流しを着た丹下左膳の風貌は富弥が自ら考案したもので、これが爆発的な人気を呼び、富弥の挿絵画家としての地位を不動のものとした。1927年12月には中一弥が入門、後に木俣清史、野口昂明らも入門している。
1928年5月27日から10月14日、『サンデー毎日』に菊池幽芳の「井の底の人魚」の挿絵（全20回）、1929年1月から翌1930年4月、『婦人倶楽部』に佐々木味津三の「天草美少年録」、1929年3月6日から7月9日、『東京朝日新聞』に悟道軒延玉の「松平長七郎」（全108回）などの挿絵を担当する。1929年の春、東京への進出を考慮し、小石川区竹早町に部屋を借り、宝塚と東京の間を往復している。東京では小石川区大塚坂下町、本郷区千駄木へと転居を繰り返した。1929年5月から翌1929年8月にかけて『キング』に佐々木味津三の「風雲天満双紙」の挿絵を描く。また、同年7月14日から12月29日まで『サンデー毎日』において直木三十五の「風流殺法陣」の挿絵（全25回）を描いている。
1931年1月から翌1932年10月にかけて『講談倶楽部』に小島政二郎の「清水次郎長」、1931年8月から翌1932年10月にかけて同『講談倶楽部』に白井喬二の「満願城」の挿絵を、8月9日から10月11日、『サンデー毎日』に子母沢寛の「弥太郎笠」の挿絵（全10回）を描いた。さらに同1931年、『中央公論』に掲載の長谷川伸の「一本刀土俵入り」の挿絵を描いている。1932年8月7日から翌1933年2月5日、『サンデー毎日』に海音寺潮五郎の「風雲」（全27回）の挿絵を描く。1933年2月には宝塚を引き払い、本格的に東京へ進出、牛込、杉並区西田町、荻窪などを転々とする。同年8月8日から翌1934年4月24日『東京朝日新聞』、『大阪朝日新聞』夕刊に吉川英治の「女人曼荼羅」（全242回）の挿絵を描いた。また、1934年1月30日から9月20日、『名古屋新聞』に林不忘の「新講談丹下左膳」の挿絵（全233回）を描く。1935年頃には大阪木版社から「櫛を持つ女」などの木版画を発表している。同年12月24日から翌1936年7月18日にかけて『報知新聞』の夕刊に子母沢寛「お小夜手鞠」の挿絵（全173回）を担当する。1939年1月から翌1940年2月、『キング』に神田越山の「木曽の勘八」の挿絵を描いた。1940年1月、『講談社の絵本　大石良雄』を手がけ、同年5月、『小田とみや画集　殺陣篇』を日本通信美術学校出版部から出版する。1944年、赤坂表町に住んでいた奥村土牛及びその妹を呼び寄せて世田谷区砧に同居した。1946年3月、京都市左京区一乗寺に転居した後、さらに左京区北白川、右京区太秦などへ転居した。1949年4月28日から9月19日まで夕刊紙『京都日日新聞』において陣出達朗の「だんまり又平」の挿絵（全140回）を担当する。また、同1949年には大阪のトヨタ出版社から発行の『冒険紙芝居』で表紙や絵を手がけており、この頃から時折、知人の依頼を受けて「一乗寺秀司」という名で雑誌の表紙や挿絵、紙芝居の制作、貸し出しなどを行っていた。例として「一寸法師」、「桃太郎」が挙げられる。これ以降は徐々に挿絵の世界から離れていった。
1960年には大日本紡績のカレンダー原画を美人画で6点制作、1980年、少年時代から富弥のファンであった資延勲が『名作挿絵全集』を入手したことを機に彼と知り合い、親交を深めていった。1988年、妻の政榮が88歳で没す。2年後の1990年1月13日、心不全により死去。享年94。

## 作品
- 「櫛を持つ女」　木版画　1935年頃
- 「夕涼み」木版画　1935年頃
- 「夕涼み」木版画　1935年頃
- 「芸妓」　絹本着色
- 「引札」　絹本着色
- 「読書」　絹本着色
- 「すずめ」　紙本　墨　鉛筆
- 「鷺娘」絹本着色 1983年（88歳）　資延勲の依頼による作品
- 「嫁ぐ日近し」　絹本着色 1984年（89歳）　資延勲の依頼による作品
- 「山邨晴日」　絹本着色 「志峰」と落款

## 弟子
富弥の弟子には入門順に中安玉太郎、中一弥、木俣清史、海野昇、小川哲男、倉藤真一、野口昂明らがいた。入門した頃、木俣は茂弥、倉藤は秀弥、野口は久弥の雅号を使用していた。また、富弥の五女の渡辺寿恵美によれば、26名の弟子がいたといい、和歌山の前田けんきち、藤井某、豊田某という人がいた。他にキタトミ三郎、三角寛などがいたという。